# Террас-Гайтс (Вашингтон)
Террас-Гайтс (англ. Terrace Heights) — переписна місцевість (CDP) в США, в окрузі Якіма штату Вашингтон. Населення — 9244 особи (2020).

## Географія
Террас-Гайтс розташований за координатами 46°36′9″ пн. ш. 120°26′56″ зх. д. / 46.60250° пн. ш. 120.44889° зх. д. (46.602594, -120.448789).  За даними Бюро перепису населення США в 2010 році переписна місцевість мала площу 21,54 км², з яких 20,75 км² — суходіл та 0,79 км² — водойми.

## Демографія
Згідно з переписом 2010 року, у переписній місцевості мешкало 6937 осіб у 2762 домогосподарствах у складі 2000 родин. Густота населення становила 322 особи/км².  Було 2866 помешкань (133/км²).
Расовий склад населення:
| - 84,7 % — білих - 1,7 % — корінних американців - 1,5 % — азіатів - 0,9 % — чорних або афроамериканців - 0,1 % — вихідців з тихоокеанських островів - 7,5 % — осіб інших рас |

До двох чи більше рас належало 3,6 %. Частка іспаномовних становила 15,8 % від усіх жителів.
За віковим діапазоном населення розподілялося таким чином: 22,8 % — особи молодші 18 років, 59,3 % — особи у віці 18—64 років, 17,9 % — особи у віці 65 років та старші. Медіана віку мешканця становила 42,9 року. На 100 осіб жіночої статі у переписній місцевості припадало 94,9 чоловіків;  на 100 жінок у віці від 18 років та старших — 92,5 чоловіків також старших 18 років.
Середній дохід на одне домашнє господарство  становив 75 604 долари США (медіана — 55 439), а середній дохід на одну сім'ю — 82 452 долари (медіана — 62 125). Медіана доходів становила 54 939 доларів для чоловіків та 34 611 долар для жінок. За межею бідності перебувало 7,9 % осіб, у тому числі 6,7 % дітей у віці до 18 років та 4,7 % осіб у віці 65 років та старших.
Цивільне працевлаштоване населення становило 3071 осіб. Основні галузі зайнятості: освіта, охорона здоров'я та соціальна допомога — 28,9 %, роздрібна торгівля — 14,9 %, мистецтво, розваги та відпочинок — 10,4 %, будівництво — 9,4 %.